# Paul Kossoff
Paul Kossoff (ur. 14 września 1950 w Londynie, zm. 19 marca 1976) – gitarzysta i współzałożyciel brytyjskiego zespołu Free.
W 2003 został sklasyfikowany na 51. miejscu listy 100 najlepszych gitarzystów wszech czasów magazynu Rolling Stone.

## Życiorys

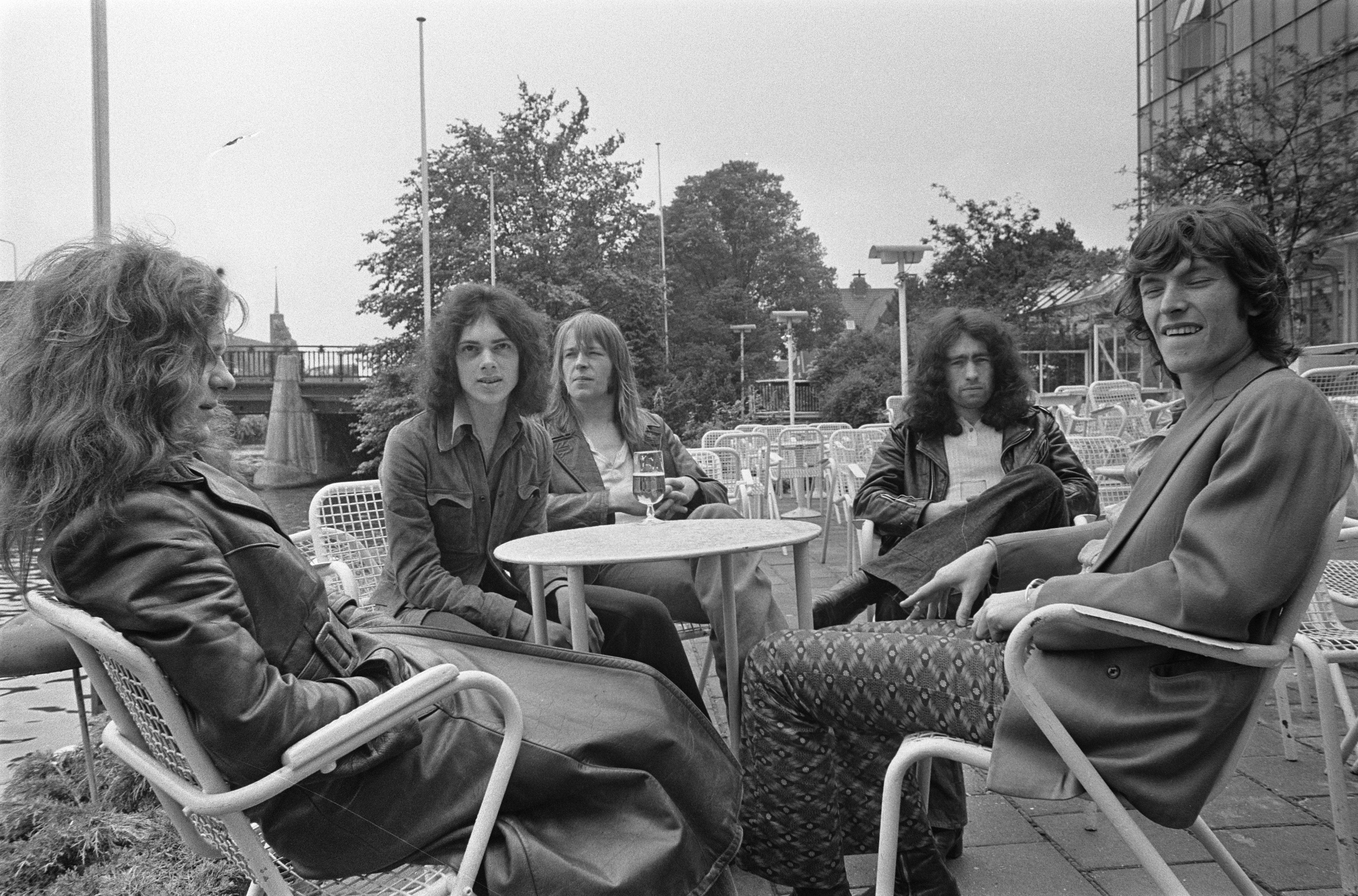
Free (Amsterdam, 1970): Paul Kossoff, Andy Fraser, Simon Kirke, Paul Rodgers & Steve Winwood

Urodził się i wychował w Londynie jako drugie dziecko Jennie i Davida Kossoffów, znanego aktora wywodzącego się z ubogiej rodziny rosyjskich Żydów. W wieku 8 lat został zaproszony na koncert Tommy'ego Steela, po którym rodzice za jego namową kupili mu pierwszą gitarę. Wkrótce potem Paul zaczął uczęszczać na prywatne lekcje gitary klasycznej do Blanche Monroe. Mając 13 lat wspólnie z kolegami z sąsiedztwa założył swój pierwszy zespół; zaczął też eksperymentować z narkotykami czego wynikiem było coraz mniejsze zainteresowanie nauką i ostatecznie wyrzucenie ze szkoły. W roku 1965 będąc na koncercie Johna Mayalla i jego The Bluesbreakers usłyszał grę Erica Claptona, co wywarło na nim duże wrażenie. Będąc niespełna 16-latkiem dostał pracę w sklepie Selmer's Music Store w centrum Londynu, gdzie zaczął słuchać i grać bluesa. Stał się fanem takich artystów, jak: B.B. King, Freddie King, Albert King, Otis Redding, Howlin’ Wolf i innych, którzy już wówczas, jako gwiazdy bluesa ze Stanów Zjednoczonych, przyczynili się do rozkwitu popularności tej muzyki w Wielkiej Brytanii.
W roku 1966 Paul został zatrudniony w zespole braci Brookes – Black Cat Bones, występując wkrótce m.in. w przerwach programów biblijnych, które dla BBC prowadził jego ojciec. W roku 1967 Black Cat Bones grali już profesjonalnie, a stała praca w klubie Marquee dała im możliwość gry przed takimi zespołami, jak: Ten Years After, Jethro Tull czy Johnem Mayallem. Wkrótce też zaczęli występować z czarnoskórymi wykonawcami bluesa z Ameryki – Eddiem Boydem, a w szczególności z Championem Jackiem Dupree, z którym w kwietniu 1968 roku Kossoff i Simon Kirke (wówczas perkusista Black Cat Bones) nagrali część materiału na płytę When You Feel the Feeling You Was Feeling.
Tuż po tym wydarzeniu Kossoff i Kirke postanowili odejść z zespołu, by niebawem wspólnie z Paulem Rodgersem oraz Andym Fraserem utworzyć Free. Grupa istniała i nagrywała (z małą przerwą 1971) do roku 1973 osiągając szczyt popularności wydanym w roku 1970 albumem Fire & Water. Podczas wspomnianej przerwy Kossoff wspólnie z Kirkiem, amerykańskim klawiszowcem Johnem „Rabbit” Bundrickiem i japońskim basistą Tetsu Yamauchim nagrał w roku 1972 album Kossoff, Kirke, Tetsu and Rabbit (KKTR). W tym czasie współpracował m.in. z Johnem Martynem (utwór Time Spent przemianowany później na Time Away), Michaelem Gatelym Gately's Cafe (1972), z zespołem Uncle Dog's Old Hat (1972) i perkusistą zespołu Traffic Jimem Capaldim Oh How We Danced (1972).
Po reaktywacji Free i nagraniu płyty Free at Last (1972), Kossoff jeszcze bardziej pogrążał się w nałogu narkotykowym, przez co jego udział w następnym albumie Heartbreaker (1973) był incydentalny, co zostało skrupulatnie odnotowane, gdyż jego nazwisko pojawiło się na liście muzyków sesyjnych. Pomimo kłopotów z narkotykami i zakończeniu działalności grupy Free, w listopadzie 1973 roku wydał solowy album Back Street Crawler, na którym oprócz oryginalnego składu Free znaleźli się m.in. Jess Roden, Tetsu Yamauchi, John „Rabbit” Bundrick i inni. W 1974 wziął udział w sesji nagraniowej Amazing Blondel Mulgrave Street (1974), a następnie założył formację Back Street Crawler, gdzie występowali także Terry Wilson-Slesser (śpiew), Tony Braunagel (perkusja), Michael Montgomery (instrumenty klawiszowe). Nagrał z nimi dwa albumy The Band Plays On (1975) oraz Second Street (1976).
19 marca 1976 roku w wieku 25 lat umarł w czasie lotu z Los Angeles do Nowego Jorku. Lekarze jako przyczynę zgonu podali obrzęk mózgu i płuc.

## Dyskografia

### Free
- Tons of Sobs (1969)
- Free (1969)
- Fire and Water (1970)
- Highway (1970)
- Free Live! (1971)
- Free at Last (1972)
- Heartbreaker (1973)

### Paul Kossoff, Simon Kirke, Tetsu Yamauchi, John "Rabbit" Bundrick
- Kossoff Kirke Tetsu Rabbit (1972)

### Albumy solowe
- Back Street Crawler (1973)
- Koss (1977)
- Blue Soul (1986)

### Back Street Crawler
- The Band Plays On (1975)
- 2nd Street (1976)
- Live at Croydon Fairfield Halls 15/6/75 (1983) 2LP